# لافام جانکشن (ویسکانسین)
لافام جانکشن (به انگلیسی: Lapham Junction) یک منطقهٔ مسکونی در ایالات متحده آمریکا است که در شهرستان جکسون، ویسکانسین واقع شده‌است. لافام جانکشن ۳۰۲٫۹۷ متر بالاتر از سطح دریا واقع شده‌است.